# Саломон (граф Уржеля)
Саломо́н (исп. Salomón; кат. Salomó) (умер не ранее 868 и не позднее 870) — граф Уржеля и Сердани (848 — между 868 и 870), граф Конфлана (не позднее 860 — между 868 и 870).

## Биография
О происхождении графа Саломона ничего не известно, хотя некоторые историки считают, что он имел родственные связи с Барселонской династией и Беллонидами. Предполагается, что в 848 году, после внезапной смерти графа Барселоны Сунифреда I, Саломон получил от короля Западно-Франкского государства Карла II Лысого часть владений умершего — графства Уржель и Сердань. Однако впервые в сохранившихся до наших дней документах Саломон упоминается с этими титулами в королевской хартии, выданной в октябре 849 года в Нарбоне.
Из хартии, данной Карлом II Лысым в 860 году епископу Уржеля Гисаду I, известно, что в это время власть правителя Уржеля и Сердани распространялась также и на Конфлан, но дата получения Саломоном этого графства не известна.
В 863 году Саломон совершил поездку в Кордову ко двору эмира Мухаммада I. Средневековые исторические хроники называют целью поездки возвращение христианам реликвий святого Викентия Сарагосского, находившихся в подвластной эмиру Сарагосе. Однако современные историки предполагают, что настоящей целью визита было достижение соглашения о мире на южной границе Западно-Франкского государства, где в это время шло подавление большого мятежа, поднятого маркграфом Готии Гумфридом. Также сохранились несколько хартий, выданных Саломоном различным монастырям, и свидетельства об осуществлении им судебных полномочий в своих владениях.
В последний раз Саломон упоминается как граф Уржеля и Сердани в августе 868 года, а уже в июне 870 года на ассамблее в Аттиньи король Карл II назначил новым графом этих владений Вифреда I Волосатого. В том же году в документах упоминается и новый граф Конфлана Миро I Старый. До наших дней дошла хартия в пользу монастыря Каунес, датированная 23 апреля 873 года, которую, в том числе, подписал и «misso» (королевский посланец) Саломон, которого некоторые историки отождествляют с графом Саломоном. Однако большинство историков считает, что эта хартия не имеет отношения к графу Уржеля и Сердани. Они называют датой его смерти период с 868 до 870 года.
В созданных в XII веке «Деяниях графов Барселонских» и «Хронике Сан-Хуан-де-ла-Пенья» содержится ряд дополнительных сведений о графе Саломоне, которые носят легендарный и, возможно, малодостоверный характер. Согласно данным этих источников, Саломон собственноручно убил в церкви Санта-Мария в Нарбоне графа Сунифреда I Барселонского и захватил его владения. Сын Сунифреда, малолетний Вифред Волосатый, вместе с матерью нашёл приют во Фландрии, а после своего взросления в 870 году приехал в Барселону и в поединке убил Саломона, таким образом отомстив ему за гибель своего отца.